# Vanasthali
Vanasthali is een census town in het district Tonk van de Indiase staat Rajasthan. 

## Demografie
Volgens de Indiase volkstelling van 2001 wonen er 6676 mensen in Vanasthali, waarvan 31% mannelijk en 69% vrouwelijk is. De plaats heeft een alfabetiseringsgraad van 82%. 